# Escudo de Cesar
El Escudo de Cesar es el principal emblema y uno de los símbolos oficiales del departamento colombiano del Cesar. Junto con la bandera, es usado en ceremonias oficiales, en las agencias y por funcionarios departamentales para representar al Departamento.

## Diseño y significado de los elementos
El escudo fue diseñado en el año 2005 por Jaime Molina Torres, hijo de Jaime Molina Maestre. Su forma es redonda, con una bordura en la cual se encuentran 25 estrellas que simbolizan los municipios del Cesar, de esta bordura sobresalen rayos en forma de estrella mayor, que representa el departamento. Su interior consta de un campo cortado y medio partido en cuya parte superior se destacan variados elementos geográficos del Cesar, y en la parte de abajo, a la izquierda se encuentran elementos folclóricos y a la derecha elementos del sector productivo. En la mitad, la unión de tres manos que representan el trabajo conjunto de los habitantes del departamento.